# Hans von Schimpff

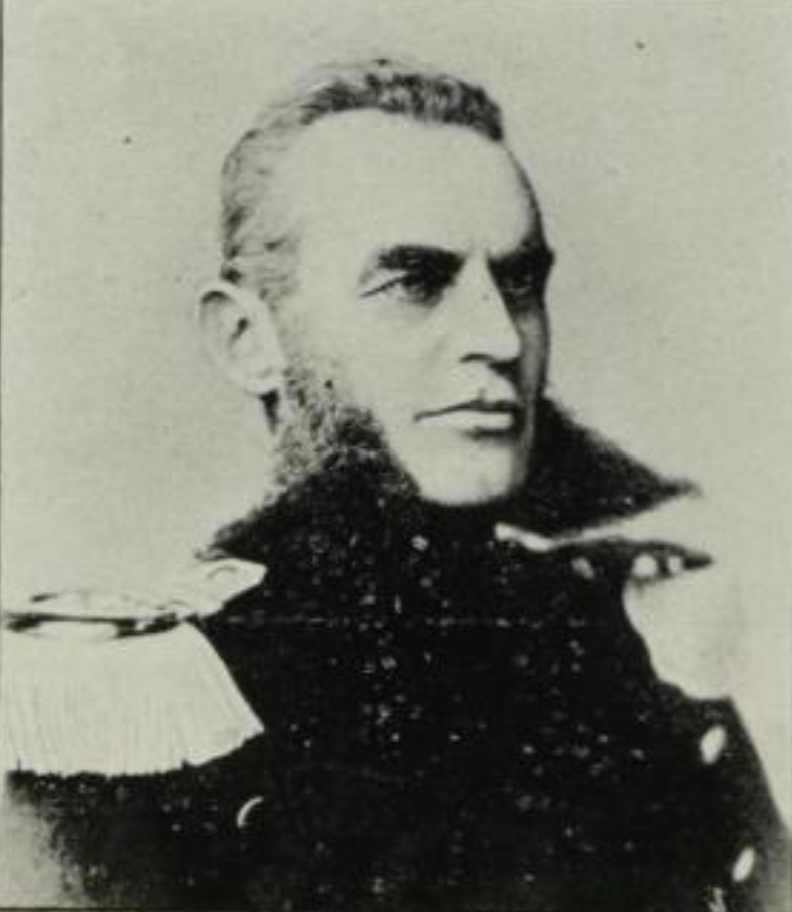
Hans Otto von Schimpff

Hans Otto von Schimpff (* 28. April 1822 in Wurzen; † 8. Oktober 1891 in Dresden) war ein sächsischer Generalmajor.

## Leben

### Herkunft
Hans war der Sohn des am 20. Oktober 1810 in den schwarzburg-rudolstädtischen Adelsstand erhobenen sächsischen Hauptmanns Franz von Schimpff (1785–1837) und dessen Ehefrau Auguste, geborene von Görschen (1799–1860).

### Militärkarriere
Schimpff besuchte ab 1837 Militärbildungsanstalt der Sächsischen Armee und erwarb sich dort nach langjähriger Erziehung die höchstmögliche Auszeichnung, die Ernennung zum Kadettgefreiten. Am 1. Januar 1841 wurde er als Portepeejunker dem 1. Schützen-Bataillon überwiesen, bei dem er noch im selben Jahre zum Leutnant avancierte. Im Mai 1849 erfolgte seine Beförderung zum Oberleutnant beim 4. Bataillon der Brigade „Prinz Albert“ in Bautzen. Im selben Jahre erfolgte seine Versetzung als Adjutant in die 1. Infanterie-Division und nach kurzer Zeit in gleicher Eigenschaft zum Kommando der Infanterie, wo er 1856 zum Hauptmann befördert wurde. 1857 kehrte Schimpff in den Truppendienst zurück und wurde Kompaniechef im 14. Infanterie-Bataillon. Während des Krieges gegen Preußen erfolgte im Juli 1866 unter Beförderung zum Major seine Versetzung zum Stab der Leib-Brigade. Für sein Wirken erhielt er die Erlaubnis zur Annahme des Ritterkreuzes des Ordens der Eisernen Krone mit Kriegsdekoration.
Nach der Niederlage Sachsens und der anschließenden Neuorganisation der Armee 1867 wurde Schimpff Kommandeur des I. Bataillons im 1. Leib-Grenadier-Regiment Nr. 100. In dieser Position avancierte er am 21. Juni 1869 zum Oberstleutnant und machte 1870/71 den Krieg gegen Frankreich mit, wo er sich in der Schlacht bei Gravelotte bewährte. Er diente auch kurzzeitig als Kommandeur des 7. Infanterie-Regiments „Prinz Georg“ Nr. 106. Nach Errichtung der Maasarmee wurde er mit der Führung des 2. Grenadier-Regiments Nr. 101 beauftragt und machte die Kämpfe bei Beaumont und Sedan sowie die Belagerung von Paris mit. Er wurde am 29. September 1870 mit dem Ritterkreuz des Militär-St.-Heinrichs-Ordens beliehen und mit beiden Klassen des Eisernen Kreuzes ausgezeichnet. Nach Rückkehr aus dem Krieg wurde Schimpff am 12. Oktober 1871 zum Oberst befördert und am 1. Januar 1872 zum Regimentskommandeur ernannt. Wegen schwerem Augenleiden nahm Schimpff seinen Abschied und wurde am 24. August 1875 unter Verleihung des Charakters als Generalmajor zur Disposition gestellt.

### Familie
Schimpff hatte sich am 21. Dezember 1857 in Dresden mit Malwine, verwitwete Freifrau von Voß, geborene von Wurmb (1826–1879) verheiratet. Aus der Ehe gingen fünf Töchter und ein Sohn hervor.